# Erast Petrovič Fandorin
Erast Petrovič Fandorin è un personaggio letterario creato sul finire degli anni novanta da Boris Akunin (pseudonimo di Grigorij Čhkhartišvili) e protagonista di una serie di romanzi gialli ambientati nella Russia del XIX secolo e del XX secolo.
Le avventure di Fandorin si sviluppano in maniera cronologica con un progressivo invecchiamento del protagonista che comincia ventenne e giunge sino a passare i sessant'anni; l'evolversi delle vicende della vita di Fandorin sono spunto per le trame dei libri (nove dei quali editi in Italia da Frassinelli, i restanti sette ancora inediti).
Da alcuni dei libri della serie sono stati tratti film che sul mercato russo hanno ottenuto notevoli risultati al botteghino.

## Biografia del personaggio
Fandorin è un giovane moscovita di bell'aspetto, moro con gli occhi azzurri ed un curioso particolare: due ciocche di capelli bianchi all'altezza delle tempie.
Figlio di un padre rovinato dal vizio del gioco, soffre di una fortuna sfacciata in qualsivoglia evento che comporti variabili casuali, dalle carte alla roulette russa; entrato in servizio nella polizia più per mansioni di cancelleria, rivela un incredibile talento nelle indagini, tanto da ottenere giovanissimo svariati onori, medaglie e altri riconoscimenti.
Le sue avventure cominciano a Mosca nel 1876, con la lotta contro gli Esthernati, apparenti istituti di carità che si riveleranno essere un'organizzazione internazionale che alleva orfani per farne futuri dittatori: sarà proprio questa associazione a mandare in casa di Erast una bomba il giorno delle sue nozze causando la morte della sua sposa, trauma che lascerà al protagonista un persistente balbettare e farà comparire le ciocche bianche.
Incapace di sopportare i ricordi che gli causa Mosca, chiede di essere trasferito e si ritrova prima in Turchia durante la guerra tra Ottomani e Russi (1877-1878) e successivamente in Giappone (1878-1882) come assistente al console; qui apprende tecniche marziali e di meditazione e guadagna anche Masa, un ex-Yakuza, come servo personale: tornato a Mosca nel 1882, si trova ad avere a che fare con molti personaggi, da Jack lo Squartatore ad un funzionario molto ambizioso; proprio la lotta con quest'ultimo, che poi raggiungerà il potere bramato, lo compromette al punto da costringerlo nel 1891 ad abbandonare la madre Russia per Parigi, salvo poi ritornare in patria nel 1896 per salvare lo Zarevic rapito. Nell'ultimo capitolo pubblicato in Italia, Il marchio del fuoco, Fandorin si troverà alle prese, durante la guerra russo-giapponese del 1905 con un ineffabile agente segreto giapponese; parallelamente, il libro racconta dei primi anni trascorsi dal protagonista nel Giappone del 1870 con un'appassionata avventura d'amore e intrecci che coinvolgono gli eredi della secolare tradizione ninja.
Nei volumi ancora inediti in Italia le avventure di Fandorin proseguono fino alla loro conclusione, ambientata nel 1919. Uno dei volumi inediti è una raccolta di racconti ambientati tra il 1881 e il 1899, il primo dei quali (Shigumo) è stato pubblicato da Frassinelli nel 2006 in Le città senza tempo.

## Romanzi pubblicati in Italia
- La regina d'inverno
- Gambetto turco
- Assassinio sul Leviathan
- La Morte di Achille
- Il Fante di Picche (uscito in Russia assieme a "Il Decoratore", col titolo "Incarichi Speciali")
- Il Decoratore (uscito in Russia assieme a "Il Fante di Picche", col titolo "Incarichi Speciali")
- Il Consigliere di Stato
- Incoronazione
- Il Marchio del Fuoco

## Filmografia

### Azazel/La regina d'inverno
- Nella miniserie televisiva Azazel, diretta da Aleksandr Adabashyan (2002), il ruolo di Fandorin è interpretato da Ilya Noskov[1]
- Nella nuova serie televisiva Fandorin. Azazel, diretta da Nurbek Egen, Vladislav Tiron interpreta Fandorin[2]

### Gambetto turco
- Nel film Turetskiy gambit, diretto da Dzhanik Fayziev (2005), Egor Beroev recita nel ruolo di Fandorin